# Estació de Martorell Polígon
Martorell Polígon és una estació de ferrocarril en projecte que farà d'intercanviador entre la futura línia Orbital Ferroviària (LOF) i la línia Llobregat-Anoia (línies S4, R5 i R50) d'FGC, al municipi de Martorell, a la comarca del Baix Llobregat. S'ubicarà a l'est del polígon industrial de Ca n'Amat, just al costat de la factoria SEAT, a la qual donarà servei.

## Serveis ferroviaris
| Línia Llobregat-Anoia de FGC |                   |               |                     |                        |
| Procedència/Destinació       | <                 | Línia         | >                   | Procedència/Destinació |
| Projectat                    |                   |               |                     |                        |
| Barcelona - Pl. Espanya      | Martorell Enllaç  | obres         | Abrera              | Olesa de Montserrat    |
| Barcelona - Pl. Espanya      | Martorell Enllaç  | obres         | Abrera              | Manresa Baixador       |
| Barcelona - Pl. Espanya      | Martorell Central | obres         | Abrera              | Manresa Baixador       |
| Rodalia de Barcelona         |                   |               |                     |                        |
| Projectat                    |                   |               |                     |                        |
| Mataró                       | Abrera Centre     | Línia Orbital | Martorell Can Cases | Vilanova i la Geltrú   |